# Baptria mychioleuca
Baptria mychioleuca är en fjärilsart som beskrevs av Louis Beethoven Prout 1938. Baptria mychioleuca ingår i släktet Baptria och familjen mätare. Inga underarter finns listade i Catalogue of Life.